# Robert Michel
Pour les articles homonymes, voir Michel.
Robert Henry Michel, appelé couramment Robert Michel, Robert H. Michel ou Bob Michel, (2 mars 1923 - 17 février 2017) est un homme politique américain.
Il représente le dix-huitième district de l'Illinois à la Chambre des représentants de 1957 à 1995.